# Del Mar (Kalifornija)
Del Mar je grad u američkoj saveznoj državi Kalifornija. Prema popisu stanovništva iz 2010. u njemu je živjelo 4,161 stanovnika.